# Bassin de Carnarvon
Le bassin de Carnarvon est un bassin géologique situé dans le nord-ouest de l'Australie-Occidentale qui s'étend de l'archipel de Dampier à la biorégion de Murchison (en),, et est la principale caractéristique géologique qui compose le plateau du nord-ouest (en). La partie terrestre du bassin de Carnarvon couvre environ 115 000 km 2 et la partie offshore couvre environ 535 000 km 2 avec des profondeurs d'eau allant jusqu'à 3 500 m. Il est séparé en deux zones principales : le bassin nord et le bassin sud.

## Bassin nord de Carnarvon

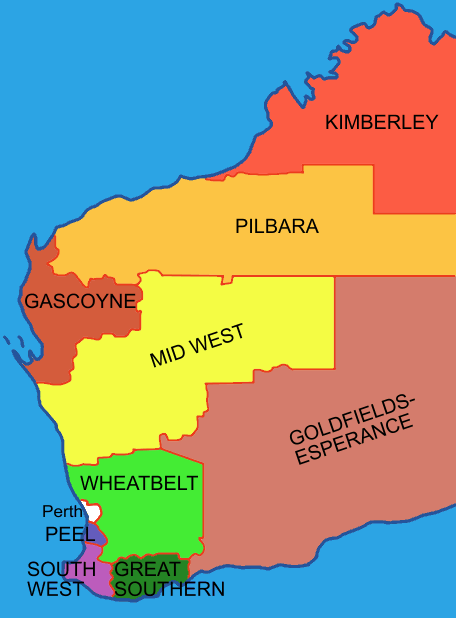
Gascoyne dans le nord-ouest de l'Australie.

Le bassin nord de Carnarvon comprend le plateau d'Exmouth (en), le plateau de Wombat (sur la partie nord du plateau d'Exmouth), le sous-bassin Investigator, la plate-forme de Rankin, le sous-bassin d'Exmouth, le sous-bassin de Barrow, le sous-bassin de Dampier, le sous-bassin de Beagle, Enderby Terrace, Peedamullah Shelf et Lambert Shelf.
Les principaux sous-bassins pour l'exploration pétrolière dans le bassin ont été Dampier, Exmouth et Barrow.

## Bassin sud de Carnarvon
Le bassin sud comprend les sous-bassins Gascoyne, Merlinleigh, Bidgemia et Byro et la plate-forme Bernier et est flanqué à l'est par le bloc archéen de Pilbara.

## Cratère d'impact
La structure Gnargoo, qui présente des similitudes remarquables avec le cratère de Woodleigh, est un cratère d'impact proposée mesurant de 75 m sur la plate-forme Gascoyne, bassin sud de Carnarvon avec un âge estimé entre 100 à 300 millions d'années.